# Odontolaimus chlorurus
Odontolaimus chlorurus is een rondwormensoort uit de familie van de Odontolaimidae. De wetenschappelijke naam van de soort is voor het eerst geldig gepubliceerd in 1881 door de Man.